# Сінорнітозавр
Сінорнітозавр (лат. Sinornithosaurus) — рід тероподів родини дромеозавридів (Dromaeosauridae), що мешкали за часів нижньокрейдової епохи (130—122,5 млн років тому) на території сучасного Китаю.

## Історія вивчення
Рештки сінорнітозавра було виявлено на сході Китаю, у провінції Ляонін. Типовий вид Sinornithosaurus millenii був описаний і вивчений Сюй Сіном і колегами в 1999 році[неавторитетне джерело]. Є одним з перших дромеозавридів. Будова черепа та плечової області дуже схожі з будовою тих же частин тіла археоптерикса. Він мав дуже великі зуби завдовжки близько 8 см. Крім того, за допомогою величезних пазурів на задніх кінцівках міг забиратися на дерева і, використовуючи передні кінцівки, міг полювати на свою жертву з повітря. Можливо є предком птахів.

## Класифікація
За даними сайту Fossilworks, на вересень 2017 року рід включає 2 вимерлих види:
- Sinornithosaurus haoiana Liu et al., 2004
- Sinornithosaurus millenii Xu et al., 1999. типовий